# 서진부
서진부(徐鎭富, 1958년 12월 2일, 경상남도 양산시 ~ )는 대한민국의 정치인이다. 제5·6·7대 경상남도 양산시의원을 지냈다.

## 학력
- 1965.03 ~ 1971.02 서창초등학교 졸업
- 1971.03 ~ 1974.02 개운중학교 졸업
- 1974.03 ~ 1977.02 학성고등학교 졸업
- 1977.03 ~ 1986.02 울산대학교 건축학과 졸업

### 비학위 수료
- ~ 1999 부산대학교 산업대학원 건축공학과 석사 과정 수료

## 경력
- 2002 아시안게임 주경기장 감리단장
- 서창동 체육회 초대 회장
- 양산시 육상연합회 회장
- 한국기술사회정 회원
- 2010.07 ~ 2014.06 제5대 경상남도 양산시의회 의원
- 2010.07 ~ 2012.07 제5대 경상남도 양산시의회 전반기 산업건설위원회 위원장
- 2010.08 ~ 2010.12 제5대 경상남도 양산시의회 예산결산·업무보고청취특별위원회 위원
- 2011.08 ~ 2011.08 제5대 경상남도 양산시의회 예산결산·공유재산관리계획심사특별위원회 위원
- 2012.07 ~ 2014.06 제5대 경상남도 양산시의회 후반기 부의장
- 2012.07 ~ 2014.06 제5대 경상남도 양산시의회 후반기 산업건설위원회 위원
- 2012.07 ~ 2014.06 제5대 경상남도 양산시의회 후반기 예산결산특별위원회 위원
- 2012.06 ~ 2012.08 제5대 경상남도 양산시의회 예산결산·공유재산관리계획심사등특별위원회 위원
- 2013.09 ~ 2013.09 제5대 경상남도 양산시의회 예산결산·공유재산관리계획심사등특별위원회 위원
- 2013.12 ~ 2013.12 제5대 경상남도 양산시의회 예산결산·업무보고청취등특별위원회 위원
- 2017.04 ~ 2018.06 제6대 경상남도 양산시의회 의원
- 2017.04 ~ 2018.06 제6대 경상남도 양산시의회 후반기 도시건설위원회 위원
- 2017.08 ~ 2018.03 제6대 경상남도 양산시의회 예산결산·공유재산관리계획심사특별위원회 위원
- 2017.12 ~ 2017.12 제6대 경상남도 양산시의회 예산결산·업무보고청취등특별위원회 위원
- 2018.07 ~ 2022.06 제7대 경상남도 양산시의회 의원
- 2018.07 ~ 2020.07 제7대 경상남도 양산시의회 전반기 의장
- 2020.07 ~ 2022.06 제7대 경상남도 양산시의회 후반기 도시건설위원회 위원

## 역대 선거 결과
|  | 3.40% |

|  | 28.64% |

|  | 17.01% |

|  | 43.67% |

|  | 51.56% |